# Норвезький університет природничих та технічних наук
Норвезький університет природничих та технічних наук (норв. Norges teknisk-naturvitenskapelige universitet, NTNU, переклад міжнародної назви : англ. Norwegian University of Science and Technology — Норвезький університет природничих наук і технології) — другий за кількістю студентів університет Норвегії. Розташований в Тронгеймі. Університет є головним центром технічної та інженерної освіти в країні, проте він надає освіту і в інших областях. Утворений в 1996 році шляхом злиття Норвезької вищої технічної школи (заснована в 1910 році), Колегії наук і мистецтв, Музею природничої історії та археології, Медичного факультету і Тронгеймської музичної консерваторії. З 1966 по 1968 рік перші три установи входили до складу Тронгеймського університету.
NTNU розташований на кількох кампусах в різних районах міста. Найбільші з них — Глесхауген (інженерні та технічні кафедри) і Драгволь (гуманітарні та суспільні роботи); крім того, є кампуси Тюхольт (морська техніка), Ейя (медицина), Калшіннет (арехологія), Мідтбюен (консерваторія) та Недре-Ельвехавн (академія мистецтв).

## Структура
Університет має сім факультетів:
- Архітектури і красних мистецтв
- Інженерно-технічний
- Гуманітарний
- Природничих наук і технологій
- Інформаційних технологій, математики та електроніки
- Медичний
- Суспільних наук і технологічного управління

Крім того, університетові підпорядковані Музей природничої історії і археології та університетська бібліотека.

## Відомі випускники
- Ларс Онсагер, лауреат Нобелівської премії з хімії
- Айвар Джайєвер, лауреат Нобелівської премії з фізики